# Las Marías (Ávila)
Las Marías es una pedanía (también llamado anejo) del municipio Navaescurial, al sur de la provincia de Ávila, en Castilla y León, España.
Navaescurial tiene otros dos anejos: El Barrio y Zapata. Las Marías es el tercero más pequeño de los cuatro núcleos de población.

## Situación
El Barrio está situado en la comarca Barco-Piedrahíta (Valdecorneja). Concretamente en la carretera AV-P-515, que finaliza en el pueblo y lo une a Piedrahíta (a 6 km) y está a 59 km de Ávila.

## Población
Las Marías está prácticamente deshabitada, sólo cuenta con una decena de vecinos. 